# Nicklesia
Nicklesia – rodzaj głowonogów z wymarłej podgromady amonitów, z rzędu Ammonitida.
Żył w epoce wczesnej kredy (hoteryw – barrem).